# (14973) Rossirosina
(14973) Rossirosina (1997 RZ) – planetoida z pasa głównego asteroid okrążająca Słońce w ciągu 4,62 lat w średniej odległości 2,77 j.a. Odkryta 1 września 1997 roku.